# Ngadisono
Ngadisono is een bestuurslaag in het regentschap Wonosobo van de provincie Midden-Java, Indonesië. Ngadisono telt 4642 inwoners (volkstelling 2010).